# Agelena zuluana
Agelena zuluana là một loài nhện trong họ Agelenidae.
Loài này thuộc chi Agelena. Agelena zuluana được Carl Friedrich Roewer miêu tả năm 1955.